# Listrodromus simplex
Listrodromus simplex är en stekelart som beskrevs av Heinrich 1934. Listrodromus simplex ingår i släktet Listrodromus och familjen brokparasitsteklar. Inga underarter finns listade i Catalogue of Life.